# Michel Troja
Michel Troja ou Michele Troya, né à Andria le 23 juin 1747 et mort à Naples le 12 avril 1827 est un médecin italien. Il est l'inventeur du cathéter.

## Biographie
Sa famille le destine à la prêtrise mais depuis son enfance, il est très intéressé par tout ce qui ressemble aux sciences naturelles. Il devient alors étudiant en médecine à Naples, où il passe son doctorat. En 1774, il obtient une bourse pour suivre une formation post-doctorale à Paris où il poursuit la recherche de Henri-Louis Duhamel du Monceau sur la croissance des os. Ses travaux suscitent l'intérêt de Lazzaro Spallanzani.
Membre correspondant de l'Académie des sciences, il écrit cinq articles pour le Supplément à l'Encyclopédie de Diderot et d'Alembert. De retour à Naples en 1779, il est nommé chirurgien de l'hôpital des Incurables de Naples puis professeur d'ophtalmologie à l'université de Naples.
En 1780, il devient premier chirurgien de Ferdinand Ier des Deux-Siciles, membre de la Chambre du Roi, et « il accompagn[e] ce prince dans tous ses voyages, et pendant que Ferdinand s'amus[e] à la chasse, Troja s'occup[e] de dissection, de botanique de recherches microscopiques, et d'une foule d'autres travaux, auxquels les circonstances lui permett[ent] de se livrer. »
Il est étroitement associé à de nombreux hommes célèbres de son temps : Felice Fontana, Albrecht von Haller, Joseph Lieutaud, Louis Jean-Marie Daubenton, Félix Vicq-d'Azyr, Giovanni Alessandro Brambilla...
Il travaille avec Fontana, sur les vipères et avec Giuseppe Saverio Poli sur les mollusques.
Troja est l'inventeur d'une sonde vésicale en caoutchouc, le cathéter et l'auteur de plusieurs ouvrages importants sur le remodelage osseux : la première édition est publiée à Paris en 1775. Il écrit un traité sur les maladies des yeux et un autre sur les maladies des voies urinaires.
En 1801, après une violente épidémie de variole à Palerme, il planifie la mise en place de la vaccination de Jenner contre la variole dans le royaume des Deux-Siciles.
En 1799 et 1807, il perd par deux fois ses manuscrits et sa bibliothèque à la suite des pillages qui ont lieu à Naples.
Il meurt subitement en 1827 à Naples. Il est le père de Carlo Troja et Ferdinando Troya (it), tous deux futurs premiers ministres du royaume des Deux-Siciles.

## Sources
- Bulletin des sciences médicales, Paris, Baillière, 1830, p. 58.
- (it) Modestino Del Gaizo, Della vita e delle opere di Michele Troja: memoria prima, Tocco, 1898, 67 p. (présentation en ligne)
- Albrecht von Schönberg, Biographie des Dr. and Prof. Michel Troja, J.J. Palm und E. Enke, 1828, 22 p. (lire en ligne)
- (it) Gianni Randelli, Ripetizione degli esperimenti di Michele Troja sulla rigenerazione delle ossa, Leo S. Olschki, 1964 (présentation en ligne)
- Michele Troja, Expériences sur la régénération des os qui ont été... détruits par des maladies, et où... on traite aussi... des fractures et de la force que la nature emploie pour allonger les os pendant leur croissance... par Michel Troja,... Traduction d'après le texte latin par A. Védrènes,..., F. Alcan, 1890 (présentation en ligne)
- Grigorij V. Orlov et Amaury Pineu Duval, Mémoires historiques, politiques et littéraires sur le royaume de Naples, Chasseriau et Hécart, 1821, 40 p. (lire en ligne)
- (en) Paolo Santoni-Rugiu et Philip J. Sykes, A History of Plastic Surgery, Springer, 2007, 22 p. (présentation en ligne)